# Botryococcaceae
Botryococcaceae, porodica zelenih algi u redu Trebouxiales. Postoji četiri poriznata roda s 19 vrsta, a rod Botryococcus dao je ime porodici.

## Rodovi
1. Botryococcus Kützing
2. Caulodendron A.Comas
3. Dichotomococcus Korshikov
4. Selenodictyon G.Uherkovich & A.Schmidt ex Comas & Komárek